# Gå med fred, Jamil
Gå med fred, Jamil (Ma Salama Jamil) er en dansk film fra 2008 af filminstruktør Omar Shargawi efter manuskript af Omar Shargawi og Mogens Rukov. Filmen følger den 30-årige libaneser Jamil, der har dræbt en mand fra en shiamuslimsk familie, som hans egen shiamuslimske ditto har været i fejde med i årevis.

## Handling
Gå med fred Jamil er en film om blodhævn og 1400 år gammelt nedarvet religiøst had mellem sunni- og shia muslimer. Hovedpersonen Jamils (spillet af Dar Salim) mor blev dræbt da han var lille og familien boede i Libanon. År senere i København tager Jamil hævn på morens morder. Og så ruller blodfejden. Hele filmen udspiller sig over kun 12 timer.

## Medvirkende
| Skuespiller           | Rolle       |
| --------------------- | ----------- |
| Dar Salim             | «Jamil»     |
| Khalid Alssubeihi     | «Mahmoud»   |
| Salah El Koussa       | «Salah»     |
| Fouad Ghazali         | «Husam»     |
| Amira Helene Larsen   | «Yasmina»   |
| Elias Samir Al-Sobehi | «Adam»      |
| Munir Shargawi        | «Abu Jamil» |
| Omar Shargawi         | «Omar»      |

## Priser og udmærkelser

### Vundet
International Film Festival Rotterdam (2008)
- Tiger Award til Omar Shargawi[2]

Göteborgs filmfestival (2008)
- Den svenske kirkes filmpris til Omar Shargawi[3]
- FIPRESCI-prisen til Omar Shargawi

### Anmeldelser
- Gå med fred Jamil, Cinemazone
- Blodhævn – fulgt af nagende tvivl, Berlingske Tidende, 26. maj 2008
- Nørrebros mean streets Arkiveret 7. december 2008 hos  Wayback Machine, Politiken, 30. april 2008
- To kloge mænd (Webside ikke længere tilgængelig), TV 2